# Уразов, Самиголла Хамзаевич
Самиголла Хамзаевич Уразов (каз. Самиғолла Хамзаұлы Уразов; род. 17 ноября 1957, Воротаевка, Саратовская область) — казахский государственный деятель, депутат Мажилиса парламента Казахстана (2012—2016).

## Биография
Родился в Воротаевке Подлесновского (ныне — Марксовского) района Саратовской области. Окончил Саратовский политехнический институт по специальности инженер-механик.
Трудовую деятельность начал чабаном совхоза «Зоркинский» Балаковского района Саратовской области. После окончания института работал экономистом совхоза «Зоркинский».
С 1981 по 1992 годы работал главным инженером, директором Джаныбекского автотранспортного экспедиционного предприятия, главным инженером совхоза «Урдинский» Урдинского района Уральской области.
С 1992 по 1996 годы работал главой Джаныбекской районной администрации Западно-Казахстанской области.
С 1996 по 2002 годы работал директором Западно-Казахстанского областного филиала, генеральным директором РГКП «Казахавтодор» города Астаны.
С 2002 по 2007 годы начальник Западно-Казахстанского областного управления Комитета развития транспортной инфраструктуры, директор департамента пассажирского транспорта и автомобильных дорог Западно-Казахстанской области.
С 2007 по 2008 годы аким Таскалинского района Западно-Казахстанской области.
С 18 апреля 2008 года по 14 января 2012 года — аким города Уральск.
В январе 2012 года избран по партийному списку депутатом Мажилиса Парламента Казахстана пятого созыва, член комитета по финансам и бюджету.

### Семья
Жена — Дарига Рушановна Уразова. Дети:
- сыновья — Бауржан (р. 1978), Алимжан (р. 1982)
- дочь — Алия (р. 1983)[3].

## Награды
- Медаль «За трудовое отличие»[4]
- Почётный дорожник Республики Казахстан[4]
- Почётная грамота Совета МПА СНГ (26 ноября 2015 года, Межпарламентская ассамблея СНГ) — за активное участие в деятельности Межпарламентской Ассамблеи и её органов, вклад в укрепление дружбы между народами государств — участников Содружества Независимых Государств[5]